# Gecombineerd onderwijs
Gecombineerd onderwijs is onderwijs voor volwassenen die niet in de mogelijkheid zijn om op regelmatige tijdstippen les te volgen in een centrum voor volwassenenonderwijs. Het bestaat uit een combinatie van contact- en afstandsonderwijs.
De Vlaamse minister, bevoegd voor het onderwijs, keurt de aanvraag - op advies van de onderwijsinspectie - goed of af. Gecombineerd onderwijs moet aan volgende criteria beantwoorden:
- voldoen aan de wettelijke bepalingen van het decreet van 15 juni 2007 betreffende het volwassenenonderwijs;
- minimaal 25% aan contactonderwijs omvatten;
- betrekking hebben op één of meer modules van een door de Vlaamse Regering goedgekeurd opleidingsprofiel;
- het cursusmateriaal en de didactische middelen voor het gedeelte afstandsonderwijs moeten geschikt zijn voor multimediaal gebruik;
- de wijze van evalueren van het gedeelte afstandsonderwijs is duidelijk omschreven;
- de deelname van cursisten aan het gedeelte afstandsonderwijs wordt systematisch opgevolgd, zowel administratief als inhoudelijk.